# 大阪物語 (1957年の映画)
『大阪物語』（おおさかものがたり）は、1957年に劇場公開された日本映画。吉村公三郎監督作品。原作は井原西鶴、溝口健二。 

## エピソード
当初は溝口健二監督作品として企画され、二代目中村鴈治郎、三益愛子主演でクランクインした人情悲喜劇。溝口が三益に「ちょっと病院に行ってくる」と告げて病院に行くと白血病だとわかり、急遽入院し、そのまま急死した。吉村公三郎が引継ぎ、三益の代わりに浪花千栄子が起用された。主演は鴈治郎だが、クレジットでは売り出し中の市川雷蔵の名がトップとなっている。
この作品で共演した二代目中村鴈治郎の長女・中村玉緒と勝新太郎はこの映画を機に交際し、1962年に結婚した。

## キャスト
- 仁兵衛：中村鴈治郎
- お筆：浪花千栄子
- 忠三郎：市川雷蔵
- おなつ：香川京子（少女時代：竹野マリ）
- 吉太郎：林成年（少年時代：国米曠）
- 市之助：勝新太郎
- 滝野：小野道子
- 綾衣：中村玉緒
- お徳：三益愛子
- 星野権左衛門：東野英治郎
- 河内屋：山茶花究
- 新屋：十朱久雄
- 天王寺屋：天野一郎
- すえ：滝花久子
- お竹：万代峰子
- 熊本内膳正：南部彰三
- 医者：三代目林家染丸
- 源六：西川ヒノデ
- 庄吉：伊達三郎
- 堀惣右衛門：玉置一恵
- 宗兵衛：四代目浅尾奥山
- 木賃宿の亭主：石原須磨男
- 木賃宿の女房：堀左和子

ほか